# Four (album)
Four is het vierde album van de Nederlandse newwavepopband The Dutch, en werd uitgebracht op 15 november 2016.
The Dutch is in 2014 weer bij elkaar gekomen vanwege het opnieuw uitbrengen van de albums This is Welfare en Under the Surface via Apple iTunes en Spotify. Om dit te vieren trad de band eenmalig op in Paradiso en dat was zo'n succes dat het viertal besloot om nieuwe nummers te gaan schrijven. Four is het resultaat van de hernieuwde samenwerking. Het album werd opgenomen in verschillende Nederlandse studio's. Wout de Kruif, de studiotechnicus-producer die The Dutch aanspoorde om weer bij elkaar te komen, deed de techniek.
Zanger-gitarist Hans Croon schreef de liedjes en de teksten in de loop van 2015 en begin 2016. Vervolgens werden de arrangementen ingekleurd door alle leden van de band. Daarbij legde de band zich geen beperkingen op. The Dutch is geen typische indie-, newwave- of gitaarband. Er zijn nummers met New Orleans-achtige koperarrangementen, strijkers en hoorns. Sommige nummers doen denken aan de heftigheid van de "oude" The Dutch (Is This Your House en Money, de eerste single), andere zijn milder van toon (Father, Isle Of U) of zelfs vrolijk ten opzichte van het eerdere werk (Beat the Drum, Brighton and Hove). De teksten zijn soms bijtend en politiek (Fine Shields We Are, over het schaamteloze gezeul met vluchtelingen, Copy That Line, over online privacy). Die worden afgewisseld met persoonlijke teksten (Basically Your Love) en verhalende songs (Mr Taxi Driver, This Train Is About to Explode).

## Track listing
1. "Money" - 3:59
2. "Brighton and Hove" - 3:59
3. "Isle of U" - 3:33
4. "Mr Taxi Driver" - 3:47
5. "You Can't Be Wrong" - 4:22
6. "Fine Shields We Are" - 3:39
7. "Left of Centre" - 4:15
8. "This Train Is About to Explode" - 3:43
9. "Beat the Drum" - 4:18
10. "Basically Your Love" - 4:41
11. "Is This Your House" - 2:44
12. "Copy That Line" - 3:36
13. "Bye, Ministry Man" - 3:26
14. "Father" - 3:20

## Bezetting
Op dit album bestaat de bezetting van The Dutch uit:
- Hans Croon - Zang, gitaar
- Bert Croon - Keyboards
- Jan de Kruijf - Basgitaar
- Klaas Jonkmans - Drums

## Singles
Er werden vier singles van Four uitgebracht: Fine Shields We Are (2016), Bye, Ministry Man (2016), Isle of U en Brighton & Hove (2017).